# Acianthera papillosa
Acianthera papillosa é uma pequena espécie de orquídea (Orchidaceae) originária do Brasil, do Rio Grande do Sul, São Paulo, Minas Gerais, Espírito Santo, Bahia, Pernambuco e Ceará, antigamente subordinada ao gênero Pleurothallis. É uma erva reptante e epífita que cresce até três metros de altura. Floresce entre janeiro e fevereiro e seus frutos foram registrados entre fevereiro e março. Ocorre no bioma da Mata Atlântica. Em 2005, foi citada como criticamente em perigo na Lista de Espécies da Flora Ameaçadas do Espírito Santo, no sudeste do Brasil; e em 2014, como vulnerável na Lista Vermelha de Ameaça da Flora Brasileira do Centro Nacional de Conservação da Flora (CNCFlora); e em 2022, como vulnerável na Lista Oficial de Espécies da Flora Brasileira Ameaçadas de Extinção - Anexo 1 Portaria MMA N.º 148, de 7 de junho de 2022 (Parte 12). Também consta na Lista CITES de Plantas (família das Orquídeas [A-E]) - Apêndice II para a Região de Latino América e Caribe (LAC) em vigor desde 22 de junho de 2021.

## Publicação e sinônimos
- Acianthera papillosa (Lindl.) Pridgeon & M.W.Chase, Lindleyana 16: 245 (2001).

Sinônimos homotípicos:
- Pleurothallis papillosa Pleurothallis papillosa Lindl., Edwards's Bot. Reg. 21: t. 1797 (1835).
- Humboltia papillosa (Lindl.) Kuntze, Revis. Gen. Pl. 2: 668 (1891).